# Vimbelle
La Vimbelle est une rivière française du département de la Corrèze, affluent rive droite de la Corrèze et sous-affluent de la Dordogne par la Vézère.

## Géographie
Selon le Sandre, la Vimbelle est une rivière du Limousin dont la branche mère porte successivement les noms de ruisseau de l'Étang, ruisseau du Pont Peyri, puis ruisseau de Rouillard.
Le ruisseau de l'Étang prend sa source sur le plateau de Millevaches, dans le parc naturel régional de Millevaches en Limousin, au sud du massif des Monédières, vers 625 mètres d'altitude, à l'ouest de la commune de Chaumeil, au lieu-dit Chante Gril. Il passe dans l'étang de Marut, reçoit le ruisseau de Ganezande sur sa droite et prend alors le nom de ruisseau du Pont Peyri. Celui-ci passe au nord-ouest de Saint-Augustin. Plus en aval, il prend le nom de ruisseau du Rouillard et passe au sud-est du village de Beaumont. Il est grossi par le ruisseau de la Blancherie et devient alors une rivière appelée la Vimbelle.
La Vimbelle reçoit son principal affluent, la Douyge en rive gauche, passe à l'ouest du village d'Orliac-de-Bar, reçoit en rive gauche la Menaude puis conflue avec la Corrèze en rive droite, à moins de 240 mètres d'altitude, en limite des communes de Naves et de Bar, au lieu-dit le Moulin du Bos.
L'ensemble ruisseau de l'Étang-ruisseau du Pont Peyri- ruisseau de Rouillard-Vimbelle est long de 22,4 km pour un bassin versant de 140 ou 147 km2, entièrement inclus dans le département de la Corrèze.

### Environnement
Les vallées de la Vimbelle et de ses affluents font partie d'une zone naturelle d'intérêt écologique, faunistique et floristique (ZNIEFF), les « Vallées de la Corrèze et de la Vimbelle ».

### Affluents
Parmi les neuf affluents de la Vimbelle répertoriés par le Sandre, les deux principaux se situent en rive gauche :
- la Douyge, 16,2 km[4] ;
- la Menaude, 9,5 km[5].

### Hydrologie
La Vimbelle est une rivière assez peu régulière, à l'instar de ses voisines dévalant des plateaux du haut Limousin. Son débit a été observé durant une période de 37 ans (1961-1998), à Bar, juste en amont de son confluent avec la Corrèze. La surface ainsi étudiée est de 147 km2.
Le module de la rivière à Bar est de 3,39 m3/s.
La Vimbelle présente des fluctuations saisonnières de débit bien marquées, comme c'est souvent le cas dans le bassin de la Dordogne. Les hautes eaux se déroulent en hiver et se caractérisent par des débits mensuels moyens allant de 4,24 à 5,97 m3/s, de décembre à avril inclus (avec un maximum en janvier et février). À partir du mois d'avril, le débit baisse progressivement jusqu'aux basses eaux d'été. Celles-ci ont lieu de juin à octobre inclus, entraînant une baisse du débit mensuel moyen jusqu'à 0,927 m3 au mois d'août. Mais les fluctuations peuvent être bien plus prononcées sur de courtes périodes ou selon les années.
À l'étiage, le VCN3 peut chuter jusque 0,18 m3, soit 180 litres par seconde, en cas de période quinquennale sèche.
Les crues peuvent être importantes. Les QIX 2 et QIX 5 valent respectivement 33 et 47 m3/s. Le QIX 10 est de 56 m3/s, le QIX 20 de 64 m3, tandis que le QIX 50 se monte à 75 m3/s.
Le débit instantané maximal enregistré à Bar a été de 57,2 m3/s le 6 janvier 1994, soit une hauteur de 2,35 mètres, et la valeur journalière maximale était de 52,9 m3/s le même jour. Si l'on compare le premier chiffre à l'échelle des QIX de la rivière, on constate qu'il correspondait à une crue décennale, donc susceptible de se reproduire environ tous les dix ans.
La Vimbelle est une rivière très abondante. La lame d'eau écoulée dans son bassin versant est de 731 millimètres annuellement, ce qui est plus de deux fois supérieur à la moyenne d'ensemble de la France (320 millimètres), ainsi qu'à la moyenne du bassin de la Garonne (384 millimètres au Mas-d'Agenais). C'est aussi nettement supérieur à la lame d'eau moyenne du bassin de la Dordogne (617 millimètres à Bergerac). Le débit spécifique (ou Qsp) atteint de ce fait le chiffre fort élevé de 23,1 litres par seconde et par kilomètre carré de bassin.

### Département et communes traversés
À l'intérieur du département de la Corrèze, la Vimbelle arrose sept communes,, soit d'amont vers l'aval :
- Chaumeil (source)
- Saint-Augustin
- Beaumont
- Saint-Salvadour
- Orliac-de-Bar
- Bar (confluent avec la Corrèze)
- Naves (confluent avec la Corrèze)